# Кубок Украины по футболу 2001/2002
Кубок Украины по футболу 2001—2002 (укр. Кубок України з футболу 2001—2002) — 11-й розыгрыш Кубка Украины. Проводился с 14 июля 2001 года по 26 мая 2002 года. 
Участие принимали 59 команд. Победителем в четвёртый раз стал донецкий «Шахтёр», обыгравший в финале киевское «Динамо» со счётом 3:2.

## Участники
| Клубы высшей лиги: | Клубы первой лиги: | Клубы второй лиги: | Клубы второй лиги: |
| - «Ворскла» (Полтава) - «Динамо» (Киев) - «Днепр» (Днепропетровск) - «Закарпатье» (Ужгород) - «Карпаты» (Львов) - «Кривбасс» (Кривой Рог) - «Металлист» (Харьков) - «Металлург» (Донецк) - «Металлург» (Запорожье) - «Металлург» (Мариуполь) - «Полиграфтехника» (Александрия) - «Таврия» (Симферополь) - ЦСКА (Киев) - «Шахтёр» (Донецк) | - «Борисфен» (Борисполь) - ФК «Винница» - СК «Волынь-1» (Луцк) - «Звезда» (Кировоград) - ФК «Львов» - ФК «Николаев» - «Нефтяник» (Ахтырка) - «Нива» (Тернополь) - «Оболонь» (Киев) - «Полесье» (Житомир) - «Прикарпатье» (Ивано-Франковск) - «Сталь» (Алчевск) - «Черноморец» (Одесса) - «Электрометаллург-НЗФ» (Никополь) | - «Авангард» (Ровеньки) - «Адомс» (Кременчуг) - «Арсенал» (Харьков) - «Буковина» (Черновцы) - «Верес» (Ровно) - «Газовик-Скала» (Стрый) - «Галичина» (Дрогобыч) - «Горняк-Спорт» (Комсомольск) - «Десна» (Чернигов) - «Динамо» (Львов) - «Заря» (Луганск) - ФК «Красилов» (Красилов) - «Лукор» (Калуш) - «Машиностроитель» (Дружковка) - «Нефтяник» (Долина) - «Олимпия-АЭС» (Южноукраинск) | - «Олком» (Мелитополь) - «Оскол» (Купянск) - «Подолье» (Хмельницкий) - «Портовик» (Ильичёвск) - «Ригонда» (Белая Церковь) - «Система-Борекс» (Бородянка) - «Сокол» (Золочев) - «Спартак» Сумы - «Техно-Центр» (Рогатин) - «Титан» (Армянск) - «Фрунзенец-Лига-99» (Сумы) - СК «Херсон» (Херсон) - «Цементник-Хорда» (Николаев, Львовская область) - ФК «Черкассы» - «Электрон» (Ромны) - «Энергетик» (Бурштын) |

## Предварительный раунд

### Первый этап
Матчи этого этапа состояли из двух матчей. Первые были сыграны 14-го, а ответные — 18-го июля 2001 года.
| Команда 1                    | Итог | Команда 2                     | 1-й матч | 2-й матч   |
| ---------------------------- | ---- | ----------------------------- | -------- | ---------- |
| «Лукор» (Калуш)              | 1:3  | «Буковина» (Черновцы)         | 1:2      | 0:1        |
| «Верес» (Ровно)              | 2:2  | «Динамо» (Львов)              | 1:2      | 1:0        |
| «Газовик-Скала» (Стрый)      | 1:0  | «Цементник-Хорда» (Николаев)  | 0:0      | 1:0 (д.в.) |
| «Техно-Центр» (Рогатин)      | 3:3  | «Энергетик» (Бурштын)         | 2:3      | 1:0        |
| «Нефтяник» (Долина)          | 3:8  | ФК «Красилов» (Красилов)      | 3:2      | 0:6        |
| «Галичина» (Дрогобыч)        | 1:2  | «Сокол» (Золочев)             | 1:1      | 0:1        |
| «Олком» (Мелитополь)         | 1:6  | ФК «Черкассы»                 | 1:3      | 0:3        |
| «Олимпия-АЭС» (Южноукраинск) | 1:2  | «Ригонда» (Белая Церковь)     | 0:1      | 1:1        |
| «Подолье» (Хмельницкий)      | 2:1  | СК «Херсон»                   | 2:0      | 0:1        |
| «Горняк-Спорт» (Комсомольск) | 3:6  | «Титан» (Армянск)             | 3:4      | 0:2        |
| «Система-Борекс» (Бородянка) | 0:1  | «Портовик» (Ильичёвск)        | 0:1      | 0:0        |
| «Арсенал» (Харьков)          | 8:4  | «Фрунзенец-Лига-99» (Сумы)    | 8:0      | 0:4        |
| «Заря» (Луганск)             | 0:3  | «Электрон» (Ромны)            | 1:0      | 0:3        |
| «Десна» (Чернигов)           | -:+  | «Машиностроитель» (Дружковка) | 5:0      | −:+        |
| ФК «Сумы»                    | +:-  | «Адомс» (Кременчуг)           |          |            |
| «Авангард» (Ровеньки)        | -:+  | «Оскол» (Купянск)             |          |            |

### Второй этап
Матчи этого этапа состояли из двух матчей. Первые были сыграны 26-го июля, ответные — 9 августа 2001 года.
| Команда 1                | Итог | Команда 2                     | 1-й матч | 2-й матч |
| ------------------------ | ---- | ----------------------------- | -------- | -------- |
| «Буковина» (Черновцы)    | 2:2  | «Динамо» (Львов)              | 2:1      | 0:1      |
| «Газовик-Скала» (Стрый)  | 0:2  | «Энергетик» (Бурштын)         | 0:1      | 0:1      |
| ФК «Красилов» (Красилов) | 4:6  | «Сокол» (Золочев)             | 4:4      | 0:2      |
| ФК «Черкассы»            | 5:2  | «Ригонда» (Белая Церковь)     | 3:2      | 2:0      |
| «Спартак» (Сумы)         | 1:3  | «Портовик» (Ильичёвск)        | 0:1      | 1:2      |
| «Арсенал» (Харьков)      | 1:4  | «Электрон» (Ромны)            | 1:3      | 0:1      |
| «Оскол» (Купянск)        | 2:3  | «Машиностроитель» (Дружковка) | 0:2      | 2:1      |
| «Титан» (Армянск)        | +:-  | «Подолье» (Хмельницкий)       |          |          |

### Третий этап
Матчи этого этапа состояли из двух матчей. Первые были сыграны 17-го, ответные — 25 августа 2001 года.
| Команда 1                     | Итог | Команда 2          | 1-й матч | 2-й матч |
| ----------------------------- | ---- | ------------------ | -------- | -------- |
| «Энергетик» (Бурштын)         | 0:5  | «Динамо» (Львов)   | 0:2      | 0:3      |
| ФК «Черкассы»                 | 4:4  | «Сокол» (Золочев)  | 3:0      | 1:4      |
| «Портовик» (Ильичёвск)        | 2:1  | «Титан» (Армянск)  | 2:0      | 0:1      |
| «Машиностроитель» (Дружковка) | +:-  | «Электрон» (Ромны) |          |          |

### Четвёртый этап
Матчи этого этапа состояли из двух матчей. Первые были сыграны 7-го, ответные — 16 сентября 2001 года.
| Команда 1                         | Итог | Команда 2                       | 1-й матч | 2-й матч |
| --------------------------------- | ---- | ------------------------------- | -------- | -------- |
| ФК «Николаев»                     | 2:5  | «Оболонь» (Киев)                | 0:1      | 2:4      |
| «Динамо» (Львов)                  | 0:6  | «Прикарпатье» (Ивано-Франковск) | 0:3      | 0:3      |
| «Электрометаллург-НЗФ» (Никополь) | 1:1  | «Звезда» (Кировоград)           | +:-      | 1:1      |
| «Волынь-1» (Луцк)                 | 2:1  | ФК «Черкассы»                   | 1:0      | 1:1      |
| «Черноморец» (Одесса)             | 3:2  | «Нефтяник» (Ахтырка)            | 2:0      | 1:2      |
| «Портовик» (Ильичёвск)            | 2:3  | ФК «Винница»                    | 2:1      | 0:2      |
| «Полесье» (Житомир)               | 2:4  | «Борисфен» (Борисполь)          | 2:1      | 0:3      |
| «Машиностроитель» (Дружковка)     | +:-  | ФК «Львов»                      |          |          |

### Пятый этап
Матчи этого этапа состояли из двух матчей. Первые были сыграны 4-го, ответные — 14 октября 2001 года.
| Команда 1                         | Итог | Команда 2                     | 1-й матч | 2-й матч |
| --------------------------------- | ---- | ----------------------------- | -------- | -------- |
| «Нива» (Тернополь)                | 0:3  | «Оболонь» (Киев)              | 0:1      | 0:2      |
| «Прикарпатье» (Ивано-Франковск)   | 0:2  | «Металлист» (Харьков)         | 0:0      | 0:2      |
| «Электрометаллург-НЗФ» (Никополь) | 2:6  | «Закарпатье» (Ужгород)        | 2:2      | 0:4      |
| «Волынь-1» (Луцк)                 | 1:0  | «Ворскла» (Полтава)           | 1:0      | 0:0      |
| «Полиграфтехника» (Александрия)   | 5:1  | «Черноморец» (Одесса)         | 4:1      | 1:0      |
| ФК «Винница»                      | 2:4  | «Кривбасс» (Кривой Рог)       | 2:2      | 0:2      |
| «Борисфен» (Борисполь)            | 1:3  | «Карпаты» (Львов)             | 0:2      | 1:1      |
| «Сталь» (Алчевск)                 | 5:0  | «Машиностроитель» (Дружковка) | 3:0      | 2:0      |

## Турнирная сетка
|  | 1/8 финала 20-22 октября 2001 27 октября 2001 | 1/8 финала 20-22 октября 2001 27 октября 2001 | 1/8 финала 20-22 октября 2001 27 октября 2001 | 1/8 финала 20-22 октября 2001 27 октября 2001 |   |                          | Четвертьфиналы 4-5 ноября 2001 17, 26 ноября 2001 | Четвертьфиналы 4-5 ноября 2001 17, 26 ноября 2001 | Четвертьфиналы 4-5 ноября 2001 17, 26 ноября 2001 | Четвертьфиналы 4-5 ноября 2001 17, 26 ноября 2001 |  |                          | Полуфиналы 4 апреля 2002 2 мая 2002 | Полуфиналы 4 апреля 2002 2 мая 2002 | Полуфиналы 4 апреля 2002 2 мая 2002 | Полуфиналы 4 апреля 2002 2 мая 2002 |                 |   | Финал 26 мая 2002 | Финал 26 мая 2002 |
|  |                                               |                                               |                                               |                                               |   |                          |                                                   |                                                   |                                                   |                                                   |  |                          |                                     |                                     |                                     |                                     |                 |   |                   |                   |
|  | «Волынь-1» (Луцк)                             | 2                                             | 1                                             | 3                                             |   |                          |                                                   |                                                   |                                                   |                                                   |  |                          |                                     |                                     |                                     |                                     |                 |   |                   |                   |
|  | «Металлург» (Донецк)                          | 1                                             | 4                                             | 5                                             |   |                          |                                                   |                                                   |                                                   |                                                   |  |                          |                                     |                                     |                                     |                                     |                 |   |                   |                   |
|  | «Металлург» (Донецк)                          | 1                                             | 4                                             | 5                                             |   | «Металлург» (Донецк)     | 1                                                 | 3                                                 | 4                                                 |                                                   |  |                          |                                     |                                     |                                     |                                     |                 |   |                   |                   |
|  |                                               |                                               |                                               |                                               |   | «Металлург» (Донецк)     | 1                                                 | 3                                                 | 4                                                 |                                                   |  |                          |                                     |                                     |                                     |                                     |                 |   |                   |                   |
|  |                                               | «Закарпатье» (Ужгород)                        | 0                                             | 1                                             | 1 |                          |                                                   |                                                   |                                                   |                                                   |  |                          |                                     |                                     |                                     |                                     |                 |   |                   |                   |
|  | «Металлург» (Мариуполь)                       | «Закарпатье» (Ужгород)                        | 0                                             | 1                                             | 1 | 1                        | 1                                                 | 2                                                 |                                                   |                                                   |  |                          |                                     |                                     |                                     |                                     |                 |   |                   |                   |
|  | «Металлург» (Мариуполь)                       |                                               |                                               |                                               |   | 1                        | 1                                                 | 2                                                 |                                                   |                                                   |  |                          |                                     |                                     |                                     |                                     |                 |   |                   |                   |
|  | «Закарпатье» (Ужгород)                        | 0                                             | 3                                             | 3                                             |   |                          |                                                   |                                                   |                                                   |                                                   |  |                          |                                     |                                     |                                     |                                     |                 |   |                   |                   |
|  | «Закарпатье» (Ужгород)                        | 0                                             | 3                                             | 3                                             |   |                          |                                                   |                                                   |                                                   |                                                   |  | «Металлург» (Донецк)     | 1                                   | 0                                   | 1                                   |                                     |                 |   |                   |                   |
|  |                                               |                                               |                                               |                                               |   |                          |                                                   |                                                   |                                                   |                                                   |  | «Металлург» (Донецк)     | 1                                   | 0                                   | 1                                   |                                     |                 |   |                   |                   |
|  |                                               | «Динамо» (Киев)                               | 1                                             | 2                                             | 3 |                          |                                                   |                                                   |                                                   |                                                   |  |                          |                                     |                                     |                                     |                                     |                 |   |                   |                   |
|  | «Металлург» (Запорожье)                       | «Динамо» (Киев)                               | 1                                             | 2                                             | 3 | 1                        | 0                                                 | 1                                                 |                                                   |                                                   |  |                          |                                     |                                     |                                     |                                     |                 |   |                   |                   |
|  | «Металлург» (Запорожье)                       |                                               |                                               |                                               |   | 1                        | 0                                                 | 1                                                 |                                                   |                                                   |  |                          |                                     |                                     |                                     |                                     |                 |   |                   |                   |
|  | «Металлист» (Харьков)                         | 0                                             | 2                                             | 2                                             |   |                          |                                                   |                                                   |                                                   |                                                   |  |                          |                                     |                                     |                                     |                                     |                 |   |                   |                   |
|  | «Металлист» (Харьков)                         | 0                                             | 2                                             | 2                                             |   | «Металлист» (Харьков)    | 1                                                 | 0                                                 | 1                                                 |                                                   |  |                          |                                     |                                     |                                     |                                     |                 |   |                   |                   |
|  |                                               |                                               |                                               |                                               |   | «Металлист» (Харьков)    | 1                                                 | 0                                                 | 1                                                 |                                                   |  |                          |                                     |                                     |                                     |                                     |                 |   |                   |                   |
|  |                                               | «Динамо» (Киев)                               | 1                                             | 5                                             | 6 |                          |                                                   |                                                   |                                                   |                                                   |  |                          |                                     |                                     |                                     |                                     |                 |   |                   |                   |
|  | «Оболонь» (Киев)                              | «Динамо» (Киев)                               | 1                                             | 5                                             | 6 | 0                        | 0                                                 | 0                                                 |                                                   |                                                   |  |                          |                                     |                                     |                                     |                                     |                 |   |                   |                   |
|  | «Оболонь» (Киев)                              |                                               |                                               |                                               |   | 0                        | 0                                                 | 0                                                 |                                                   |                                                   |  |                          |                                     |                                     |                                     |                                     |                 |   |                   |                   |
|  | «Динамо» (Киев)                               | 3                                             | 3                                             | 6                                             |   |                          |                                                   |                                                   |                                                   |                                                   |  |                          |                                     |                                     |                                     |                                     |                 |   |                   |                   |
|  | «Динамо» (Киев)                               | 3                                             | 3                                             | 6                                             |   |                          |                                                   |                                                   |                                                   |                                                   |  |                          |                                     |                                     |                                     |                                     | «Динамо» (Киев) | 2 |                   |                   |
|  |                                               |                                               |                                               |                                               |   |                          |                                                   |                                                   |                                                   |                                                   |  |                          |                                     |                                     |                                     |                                     |                 | 2 |                   |                   |
|  |                                               | «Шахтёр» (Донецк)                             | 3                                             |                                               |   |                          |                                                   |                                                   |                                                   |                                                   |  |                          |                                     |                                     |                                     |                                     |                 |   |                   |                   |
|  | «Днепр» (Днепропетровск)                      | «Шахтёр» (Донецк)                             | 3                                             | 2                                             | 1 | 3                        |                                                   |                                                   |                                                   |                                                   |  |                          |                                     |                                     |                                     |                                     |                 |   |                   |                   |
|  | «Днепр» (Днепропетровск)                      |                                               |                                               | 2                                             | 1 | 3                        |                                                   |                                                   |                                                   |                                                   |  |                          |                                     |                                     |                                     |                                     |                 |   |                   |                   |
|  | «Полиграфтехника» (Александрия)               | 0                                             | 2                                             | 2                                             |   |                          |                                                   |                                                   |                                                   |                                                   |  |                          |                                     |                                     |                                     |                                     |                 |   |                   |                   |
|  | «Полиграфтехника» (Александрия)               | 0                                             | 2                                             | 2                                             |   | «Днепр» (Днепропетровск) | 0                                                 | 0                                                 | 0                                                 |                                                   |  |                          |                                     |                                     |                                     |                                     |                 |   |                   |                   |
|  |                                               |                                               |                                               |                                               |   | «Днепр» (Днепропетровск) | 0                                                 | 0                                                 | 0                                                 |                                                   |  |                          |                                     |                                     |                                     |                                     |                 |   |                   |                   |
|  |                                               | ЦСКА (Киев)                                   | 0                                             | 0                                             | 0 |                          |                                                   |                                                   |                                                   |                                                   |  |                          |                                     |                                     |                                     |                                     |                 |   |                   |                   |
|  | «Кривбасс» (Кривой Рог)                       | ЦСКА (Киев)                                   | 0                                             | 0                                             | 0 | 1                        | 0                                                 | 1                                                 |                                                   |                                                   |  |                          |                                     |                                     |                                     |                                     |                 |   |                   |                   |
|  | «Кривбасс» (Кривой Рог)                       |                                               |                                               |                                               |   | 1                        | 0                                                 | 1                                                 |                                                   |                                                   |  |                          |                                     |                                     |                                     |                                     |                 |   |                   |                   |
|  | ЦСКА (Киев)                                   | 0                                             | 4                                             | 4                                             |   |                          |                                                   |                                                   |                                                   |                                                   |  |                          |                                     |                                     |                                     |                                     |                 |   |                   |                   |
|  | ЦСКА (Киев)                                   | 0                                             | 4                                             | 4                                             |   |                          |                                                   |                                                   |                                                   |                                                   |  | «Днепр» (Днепропетровск) | 2                                   | 0                                   | 2                                   |                                     |                 |   |                   |                   |
|  |                                               |                                               |                                               |                                               |   |                          |                                                   |                                                   |                                                   |                                                   |  | «Днепр» (Днепропетровск) | 2                                   | 0                                   | 2                                   |                                     |                 |   |                   |                   |
|  |                                               | «Шахтёр» (Донецк)                             | 1                                             | 2                                             | 3 |                          |                                                   |                                                   |                                                   |                                                   |  |                          |                                     |                                     |                                     |                                     |                 |   |                   |                   |
|  | «Сталь» (Алчевск)                             | «Шахтёр» (Донецк)                             | 1                                             | 2                                             | 3 | 3                        | 0                                                 | 3                                                 |                                                   |                                                   |  |                          |                                     |                                     |                                     |                                     |                 |   |                   |                   |
|  | «Сталь» (Алчевск)                             |                                               |                                               |                                               |   | 3                        | 0                                                 | 3                                                 |                                                   |                                                   |  |                          |                                     |                                     |                                     |                                     |                 |   |                   |                   |
|  | «Шахтёр» (Донецк)                             | 1                                             | 3                                             | 4                                             |   |                          |                                                   |                                                   |                                                   |                                                   |  |                          |                                     |                                     |                                     |                                     |                 |   |                   |                   |
|  | «Шахтёр» (Донецк)                             | 1                                             | 3                                             | 4                                             |   | «Шахтёр» (Донецк)        | 2                                                 | 0                                                 | 2                                                 |                                                   |  |                          |                                     |                                     |                                     |                                     |                 |   |                   |                   |
|  |                                               |                                               |                                               |                                               |   | «Шахтёр» (Донецк)        | 2                                                 | 0                                                 | 2                                                 |                                                   |  |                          |                                     |                                     |                                     |                                     |                 |   |                   |                   |
|  |                                               | «Карпаты» (Львов)                             | 0                                             | 1                                             | 1 |                          |                                                   |                                                   |                                                   |                                                   |  |                          |                                     |                                     |                                     |                                     |                 |   |                   |                   |
|  | Карпаты (Львов)                               | «Карпаты» (Львов)                             | 0                                             | 1                                             | 1 | 2                        | 1                                                 | 3                                                 |                                                   |                                                   |  |                          |                                     |                                     |                                     |                                     |                 |   |                   |                   |
|  | Карпаты (Львов)                               |                                               |                                               |                                               |   | 2                        | 1                                                 | 3                                                 |                                                   |                                                   |  |                          |                                     |                                     |                                     |                                     |                 |   |                   |                   |
|  | «Таврия» (Симферополь)                        | 0                                             | 3                                             | 3                                             |   |                          |                                                   |                                                   |                                                   |                                                   |  |                          |                                     |                                     |                                     |                                     |                 |   |                   |                   |

## 1/8 финала

### Результаты
Матчи 1/8 финала состояли из двух матчей. Первые были сыграны 20-22, ответные — 27 октября 2001 года.
| Команда 1                | Итог     | Команда 2                      | 1-й матч | 2-й матч |
| ------------------------ | -------- | ------------------------------ | -------- | -------- |
| «Оболонь» (Киев)         | 0:6      | «Динамо» (Киев)                | 0:3      | 0:3      |
| «Металлург» (Запорожье)  | 1:2      | «Металлист» (Харьков)          | 1:0      | 0:2      |
| «Металлург» (Мариуполь)  | 2:3      | «Закарпатье» (Ужгород)         | 1:0      | 1:3      |
| «Волынь-1» (Луцк)        | 3:5      | «Металлург» (Донецк)           | 2:1      | 1:4      |
| «Карпаты» (Львов)        | 3:3 (гв) | «Таврия» (Симферополь)         | 2:0      | 1:3      |
| «Сталь» (Алчевск)        | 3:4      | «Шахтёр» (Донецк)              | 3:1      | 0:3      |
| «Днепр» (Днепропетровск) | 3:2      | «Полиграфтехника (Александрия) | 2:0      | 1:2      |
| «Кривбасс» (Кривой Рог)  | 1:4      | ЦСКА (Киев)                    | 1:0      | 0:4      |

#### Первые матчи
| «Оболонь» (Киев) | 0:3             | «Динамо» (Киев)                 |
| ---------------- | --------------- | ------------------------------- |
|                  | протокол (укр.) | 67′, 89′ Идахор · 74′ Несмачный |

| «Металлург» (Мариуполь) | 1:0             | «Закарпатье» (Ужгород) |
| ----------------------- | --------------- | ---------------------- |
| Рыкун 58′ (пен.)        | протокол (укр.) |                        |

| «Сталь» (Алчевск)                               | 3:1             | «Шахтёр» (Донецк) |
| ----------------------------------------------- | --------------- | ----------------- |
| Вугдалич 43′ (авт.) · Цвик 57′ · Федорченко 68′ | протокол (укр.) | 7′ (пен.) Абрамов |

| «Металлург» (Запорожье) | 1:0             | «Металлист» (Харьков) |
| ----------------------- | --------------- | --------------------- |
| Смирнов 56′             | протокол (укр.) |                       |

| «Волынь-1» (Луцк)      | 2:1             | «Металлург» (Донецк) |
| ---------------------- | --------------- | -------------------- |
| Дудник 39′ · Гащин 63′ | протокол (укр.) | 65′ Зотов            |

| «Карпаты» (Львов)       | 2:0             | «Таврия» (Симферополь) |
| ----------------------- | --------------- | ---------------------- |
| Швед 78′ · Покладок 84′ | протокол (укр.) |                        |

| «Днепр» (Днепропетровск) | 2:0             | «Полиграфтехника (Александрия) |
| ------------------------ | --------------- | ------------------------------ |
| Мазяр 33′ · Валяев 80′   | протокол (укр.) |                                |

| «Кривбасс» (Кривой Рог) | 1:0             | ЦСКА (Киев) |
| ----------------------- | --------------- | ----------- |
| Минтенко 74′            | протокол (укр.) |             |

#### Ответные матчи
| «Металлург» (Донецк)                                               | 4:1             | «Волынь-1» (Луцк) |
| ------------------------------------------------------------------ | --------------- | ----------------- |
| Шищенко 16′ · Пилипчук 30′ (пен.) · Воскобойник 47′ · Селезнёв 70′ | протокол (укр.) | 3′ Дудник         |

| «Полиграфтехника (Александрия) | 2:1             | «Днепр» (Днепропетровск) |
| ------------------------------ | --------------- | ------------------------ |
| Козакевич 19′, 88′             | протокол (укр.) | 34′ Ротань               |

| «Динамо» (Киев)                           | 3:0             | «Оболонь» (Киев) |
| ----------------------------------------- | --------------- | ---------------- |
| Хацкевич 54′ · Шацких 56′ · Мелащенко 71′ | протокол (укр.) |                  |

| «Металлист» (Харьков)  | 2:0             | «Металлург» (Запорожье) |
| ---------------------- | --------------- | ----------------------- |
| Пец 23′ · Запояска 81′ | протокол (укр.) |                         |

| «Закарпатье» (Ужгород)    | 3:1             | «Металлург» (Мариуполь) |
| ------------------------- | --------------- | ----------------------- |
| Бундаш 2′, 40′ · Есып 58′ | протокол (укр.) | 16′ Ляхов               |

| ЦСКА (Киев)                                     | 4:0             | «Кривбасс» (Кривой Рог) |
| ----------------------------------------------- | --------------- | ----------------------- |
| Ткаченко 28′ · Билозор 63′, 85′ · Закарлюка 75′ | протокол (укр.) |                         |

| «Таврия» (Симферополь)                    | 3:1             | «Карпаты» (Львов) |
| ----------------------------------------- | --------------- | ----------------- |
| Забранский 47′ · Гигиадзе 66′ (пен.), 69′ | протокол (укр.) | 81′ Чернов        |

| «Шахтёр» (Донецк)    | 3:0             | «Сталь» (Алчевск) |
| -------------------- | --------------- | ----------------- |
| Воробей 4′, 43′, 87′ | протокол (укр.) |                   |

## 1/4 финала
Четвертьфиналы состояли из двух матчей. Первые матчи прошли 4-5, ответные — 17 и 26 ноября 2001 года.
| Команда 1                | Итог         | Команда 2              | 1-й матч | 2-й матч |
| ------------------------ | ------------ | ---------------------- | -------- | -------- |
| «Металлист» (Харьков)    | 1:6          | «Динамо» (Киев)        | 1:1      | 0:5      |
| «Металлург» (Донецк)     | 4:1          | «Закарпатье» (Ужгород) | 1:0      | 3:1      |
| «Шахтёр» (Донецк)        | 2:1          | «Карпаты» (Львов)      | 2:0      | 0:1      |
| «Днепр» (Днепропетровск) | 0:0 (п. 4:3) | ЦСКА (Киев)            | 0:0      | 0:0      |

### Первые матчи
| «Металлург» (Донецк) | 1:0             | «Закарпатье» (Ужгород) |
| -------------------- | --------------- | ---------------------- |
| Яксманицкий 14′      | протокол (укр.) |                        |

| «Металлист» (Харьков) | 1:1             | «Динамо» (Киев) |
| --------------------- | --------------- | --------------- |
| Рудняк 62′            | протокол (укр.) | 17′ Шацких      |

| «Шахтёр» (Донецк)       | 2:0             | «Карпаты» (Львов) |
| ----------------------- | --------------- | ----------------- |
| Попов 12′ · Тимощук 18′ | протокол (укр.) |                   |

| «Днепр» (Днепропетровск) | 0:0             | ЦСКА (Киев) |
| ------------------------ | --------------- | ----------- |
|                          | протокол (укр.) |             |

### Ответные матчи
| ЦСКА (Киев)                                    | 0:0 (доп. вр.)  | «Днепр» (Днепропетровск)                           |
| ---------------------------------------------- | --------------- | -------------------------------------------------- |
|                                                | протокол (укр.) |                                                    |
| Пенальти                                       |                 |                                                    |
| Закарлюка · Кирлик · Косырин · Ревут · Микадзе | 3:4             | Валяев · Задорожный · Поклонский · Шелаев · Ротань |

| «Закарпатье» (Ужгород) | 1:3             | «Металлург» (Донецк)            |
| ---------------------- | --------------- | ------------------------------- |
| Радченко 70′           | протокол (укр.) | 64′, 76′ Селезнёв · 78′ Шищенко |

| «Динамо» (Киев)                              | 5:0             | «Металлист» (Харьков) |
| -------------------------------------------- | --------------- | --------------------- |
| Гусин 2′, 83′ · Шацких 66′, 71′ · Чернат 87′ | протокол (укр.) |                       |

| «Карпаты» (Львов) | 1:0             | «Шахтёр» (Донецк) |
| ----------------- | --------------- | ----------------- |
| Вовчук 22′        | протокол (укр.) |                   |

## 1/2 финала
Полуфиналы состояли из двух матчей. Первые матчи прошли 4 апреля, ответные — 2 мая 2002 года.
| Команда 1                | Итог | Команда 2         | 1-й матч | 2-й матч |
| ------------------------ | ---- | ----------------- | -------- | -------- |
| «Металлург» (Донецк)     | 1:3  | «Динамо» (Киев)   | 1:1      | 0:2      |
| «Днепр» (Днепропетровск) | 2:3  | «Шахтёр» (Донецк) | 2:1      | 0:2      |

### Первые матчи
| «Металлург» (Донецк) | 1:1             | «Динамо» (Киев) |
| -------------------- | --------------- | --------------- |
| Алегбе 18′           | протокол (укр.) | 90′ Гусин       |

| «Днепр» (Днепропетровск) | 2:1             | «Шахтёр» (Донецк) |
| ------------------------ | --------------- | ----------------- |
| Шелаев 66′, 89′ (пен.)   | протокол (укр.) | 86′ Агахова       |

### Ответные матчи
| «Шахтёр» (Донецк)              | 2:0             | «Днепр» (Днепропетровск) |
| ------------------------------ | --------------- | ------------------------ |
| Воробей 45′ · Левандовский 65′ | протокол (укр.) |                          |

| «Динамо» (Киев)         | 2:0             | «Металлург» (Донецк) |
| ----------------------- | --------------- | -------------------- |
| Боднар 57′ · Гиоане 90′ | протокол (укр.) |                      |

## Финал
Финальный матч состоялся 26 мая 2002 года в Киеве на национальном спортивном комплексе «Олимпийский»
| «Динамо» (Киев)            | 2:3 (доп. вр.) | «Шахтёр» (Донецк)                      |
| -------------------------- | -------------- | -------------------------------------- |
| Белькевич 31′ · Шацких 50′ | протокол       | 10′ Попов · 81′ Ателькин · 98′ Воробей |

| Обладатель Кубка Украины 2001/02 |
| -------------------------------- |
| «Шахтёр» (Донецк) 4-й титул      |

## Лучшие бомбардиры
|    | Игрок               | Клуб                            | Игры | Голы (пен.) |
| -- | ------------------- | ------------------------------- | ---- | ----------- |
| 1  | Евгений Арбузов     | «Титан» (Армянск)               | 4    | 5 (1)       |
| 2  | Андрей Воробей      | «Шахтёр» (Донецк)               | 6    | 5           |
| 2  | Максим Шацких       | «Динамо» (Киев)                 | 6    | 5           |
| 4  | Руслан Ярош         | «Сокол» (Золочев)               | 6    | 4 (1)       |
| 5  | Константин Алёшкин  | «Арсенал» (Харьков)             | 1    | 3           |
| 6  | Олег Викарюк        | «Прикарпатье» (Ивано-Франковск) | 3    | 3           |
| 7  | Сергей Чуйченко     | «Полиграфтехника» (Александрия) | 3    | 3 (1)       |
| 8  | Юрий Селезнёв       | «Металлург» (Донецк)            | 4    | 3           |
| 8  | Александр Козакевич | «Полиграфтехника» (Александрия) | 4    | 3           |
| 10 | Андрей Гусин        | «Динамо» (Киев)                 | 7    | 3           |